# Acordo de Gebadolite
O Acordo de Gebadolite foi um acordo assinado em 31 de dezembro de 2002, em Gebadolite, na República Democrática do Congo. Tratou-se de uma tentativa malsucedida de acabar com a Segunda Guerra do Congo. Os signatários, todos apoiados pelo governo de Uganda, foram o Movimento para a Libertação do Congo (MLC), o Reagrupamento Congolês para a Democracia-Nacional (RCD-N) e o Reagrupamento Congolês para a Democracia-Movimento de Libertação (RCD-ML).
As partes concordaram com um cessar-fogo no quadrilátero Isiro-Bafwasende-Beni-Watsa e em aceitar imediatamente observadores militares da Organizações das Nações Unidas na área. Também continha garantias de liberdade de movimento da população civil e das organizações humanitárias de uma área para outra. Ademais, os três grupos se comprometeram a por fim ao recrutamento de crianças-soldados.
Como em tratados anteriores, o Acordo de Gebadolite não conseguiu acabar com a guerra.